# Mono (banda japonesa)
Mono é uma banda japonesa de rock instrumental, formado em 1999 em Tóquio, Kanto, Honshu. A banda é constituída por Takaakira Goto (guitarra eléctrica), Yoda (guitarra eléctrica), Tamaki Kunishi (baixo, guitarra, piano, glockenspiel), e Yasunori Takada (bateria, xilofone, sintetizador).

## História
Os Mono lançaram cinco álbuns de estúdio durante seus anos de actividade. Eles passaram seus primeiros anos, de 1999 a 2003, em turnê pela Ásia, Europa e América incansavelmente, e lançaram dois álbuns de estúdio, Under the Pipal Tree (2001) e One Step More and You Die (2002) pelos selos Tzadik Records e Mine Music Inc, respectivamente. De 2004 a 2007, assinaram um contrato com a Temporary Residence Limited, e lançaram mais dois álbuns de estúdio, Walking Cloud and Deep Red Sky, Flag Fluttered and the Sun Shined (2004) e You Are There (2006), e viajou o mundo em seu apoio. Em 2008, a banda fez uma pausa, e depois voltou no ano seguinte com um novo álbum de estúdio, Hymn to the Immortal Wind (2009), também pela Temporary Residence Limited.

## Estilo
O rock instrumental do Mono é influenciado pelo rock experimental e shoegazing, bem como por ambos os períodos, clássico e contemporâneo, da música clássica, e também pelo noise e minimalismo. Seu som é caracterizada pelas guitarras rítmicas de Goto e Yoda, ambos os quais fazem uso extensivo de distorção, reverb e efeitos de atraso. As performances ao vivo da banda são conhecidos por sua intensidade.

## Discografia

### Álbuns de Éstudio
- Under the Pipal Tree (2001)
- One Step More and You Die (2002)
- Walking Cloud and Deep Red Sky, Flag Fluttered and the Sun Shined (2004)
- You Are There (2006)
- Hymn to the Immortal Wind (2009)
- For my Parents (2012)
- The Last Dawn (2014)
- Rays of Darkness (2014)
- Requiem for Hell (2016)
- Nowhere Now Here (2019)
- Pilgrimage of the Soul (2021)
- Oath (2024)

### EPs
- Hey, You. (2000)
- Memorie dal Futuro (2006)
- The Phoenix Tree (2007)
- Scarlet Holliday (2022)

### DVD & Álbuns ao vivo
- The Sky Remains The Same As Ever (2007)
- Holy Ground: NYC Live With The Wordless Music Orchestra (2010)

### Outros (Remixes, Colaborações, Splits, Compilações)
- New York Soundtracks (2004)
- World's end girlfriend "Palmless Prayer / Mass Murder Refrain" (2005)
- MONO / PELICAN (2005)
- "Thankful" (2006)
- Gone: A Collection of EPs 2000–2007 (2007)